# アレアルド・ヴィラ
アレアルド・ヴィラ（Aleardo Villa、1865年2月12日 - 1906年12月31日）はイタリアの画家、イラストレーターである。

## 略歴
イタリア南部サレルノ県のラヴェッロで生まれた。ミラノのブレラ美術アカデミー(Accademia di Belle Arti di Brera)でジュゼッペ・ベルティーニやバルトロメーオ・ジュリアーノに学んだ。
1891年にミラノの展覧会に作品を出展し、画家としての評価を得た。女性の人物画を得意としたが、数年後、商業デザインの分野に移り、イタリアを代表するポスター画家が集まったミラノの出版会社リコルディの工房でナポリのデパート「Mele」のためのポスターなどを制作した。
1907年の大晦日にミラノで自殺した。41歳であった。

## 作品

### ポスター

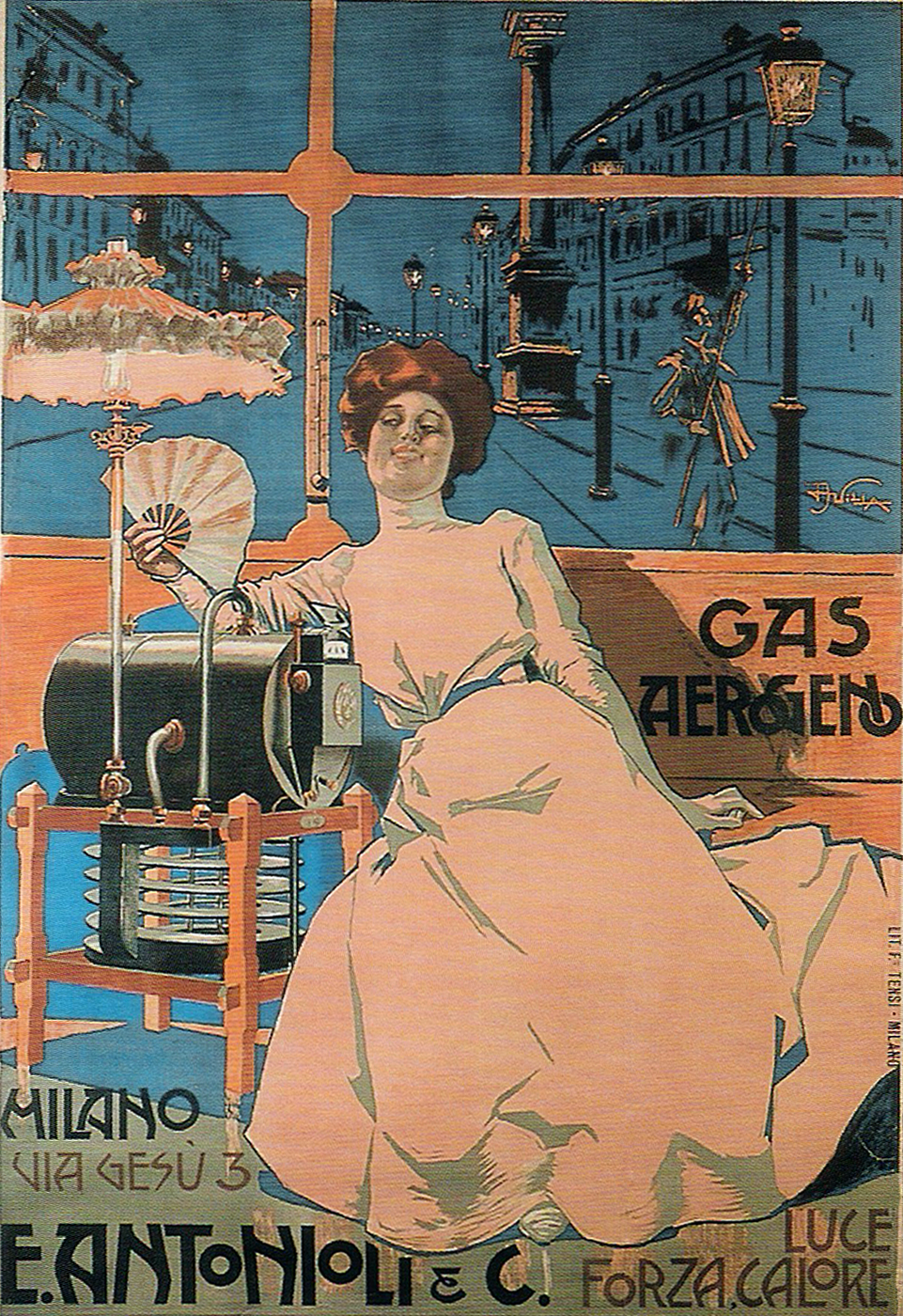
ガス会社のポスター(1902)
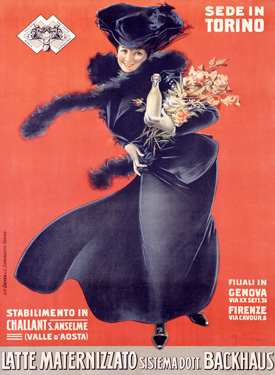
パン工房のポスター
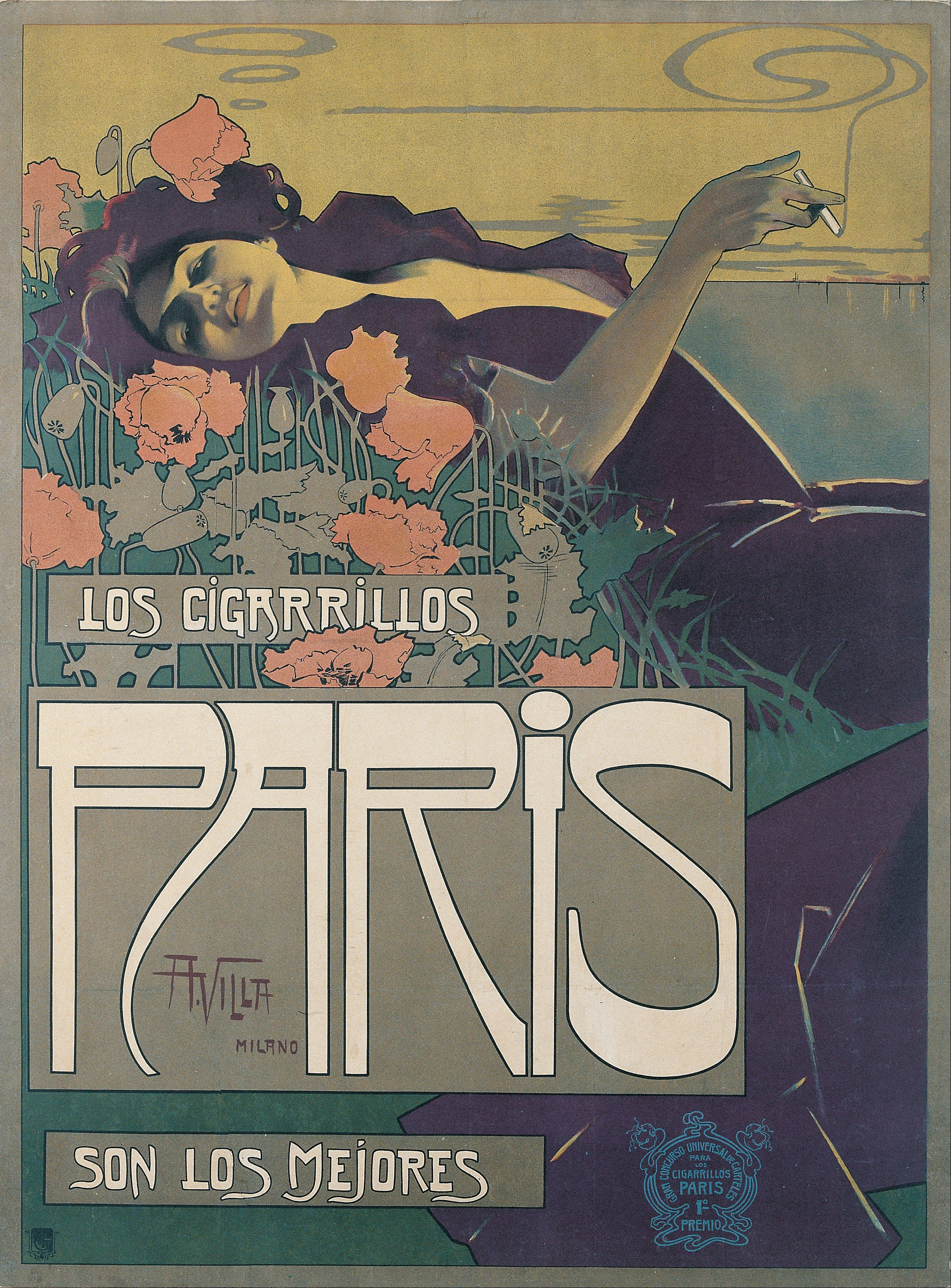
Cigarrillos Paris
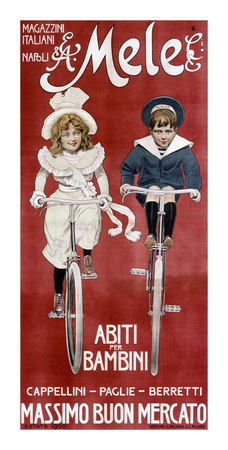
デパートのポスター
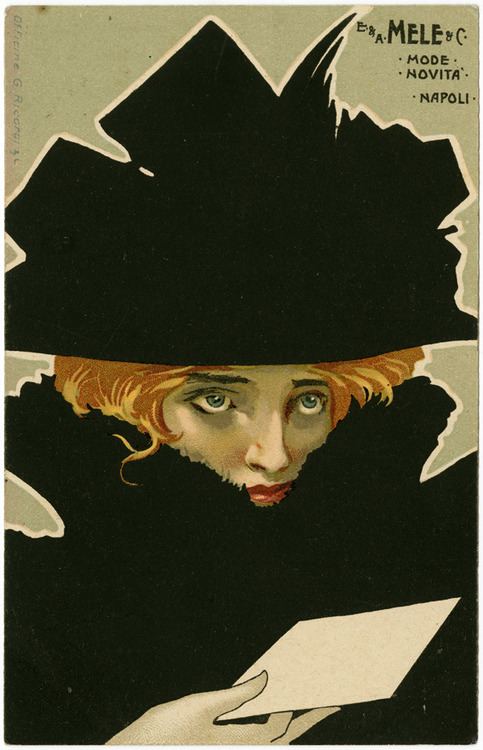
デパートのポスター

### その他作品

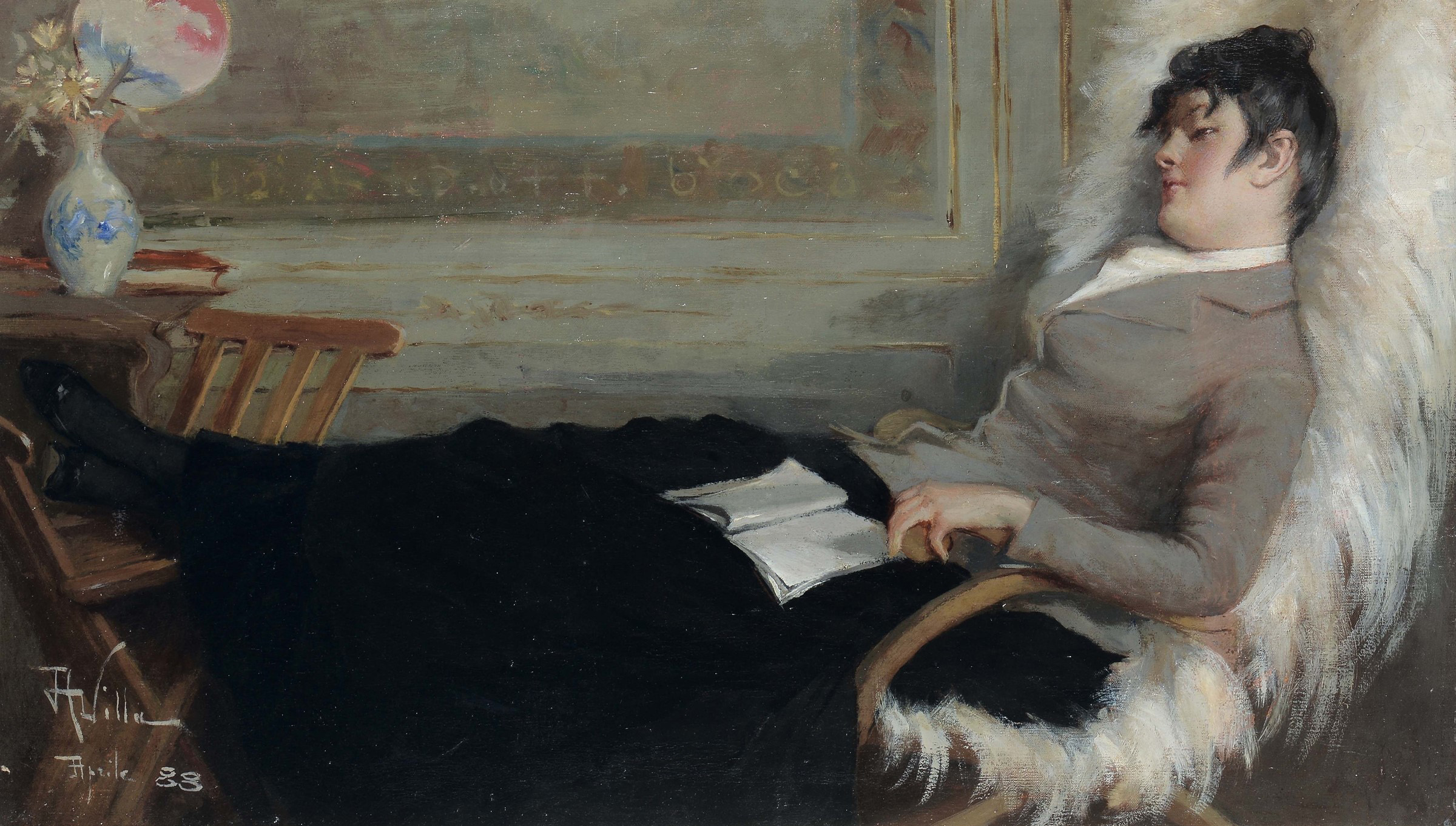
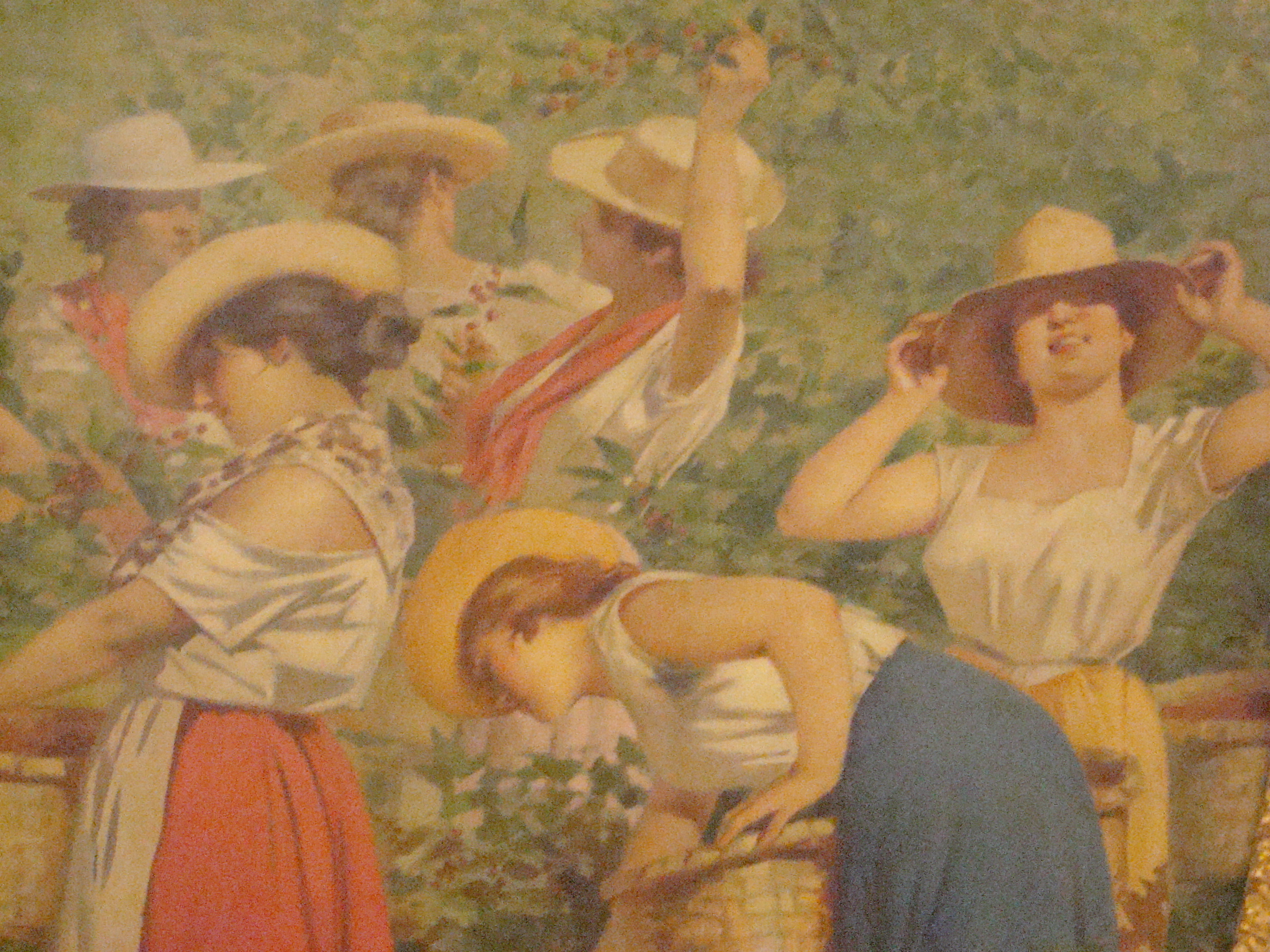
壁画の詳細図
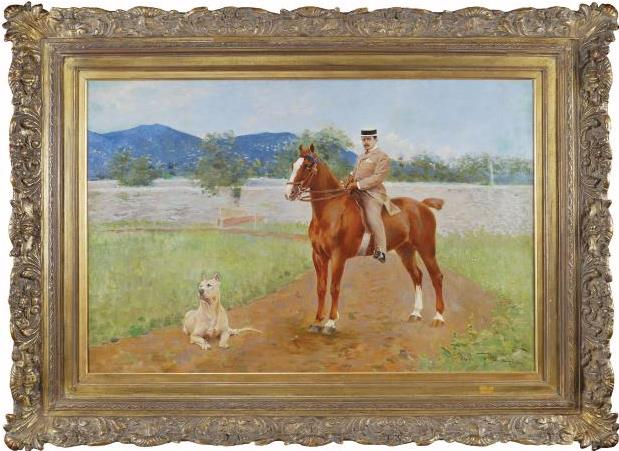